# شندمعصومه
شندمعصومه روستایی در دهستان بندان بخش مرکزی شهرستان نهبندان استان خراسان جنوبی ایران است. بر پایه سرشماری عمومی نفوس و مسکن در سال ۱۳۹۰ جمعیت این روستا ۱۳۷ نفر (در ۳۱ خانوار) بوده است.